# Anaecypris
Anaecypris is een geslacht van straalvinnige vissen uit de familie van eigenlijke karpers (Cyprinidae).

## Soort
- Anaecypris hispanica (Steindachner, 1866)